# Готовчиц, Константин Адамович
Константин Адамович Готовчиц (25.12.1932, Брестская область — 08.10.2002) — бригадир комплексной бригады треста «Дальметаллургстрой» Главвладивостокстроя, Приморский край.

## Биография
Родился 25 декабря 1932 года в деревне Липск Ляховического района Брестской области в крестьянской семье. Белорус. Здесь вырос, пережил оккупацию, окончил школу.
В 1952 году был призван в Советскую Армию. Служил в строительных войска на Дальнем Востоке, в поселке Краснореченский Тетюхинского, Дальнегорского района Приморского края.
После службы в армии остался жить и работать в Краснореченском. В 1955 году был назначен бригадиром отделочников. В 1957 году переведен из Краснореченского в поселок Тетюхе.
Бригада, возглавляемая К. А. Готовчицем высоким качеством работ, заслужила славу одной из лучших в районе. В 1958 году за достигнутые успехи в строительстве и развитии промышленных строительных материалов по Тетюхинскому району был награждён орденом Трудового Красного Знамени.
С 1959 по 1965 гг. в районе введено в эксплуатацию более 15 промышленных объектов, а также объекты социально-культурного назначения, жилье, на многих из них работала бригада К. А. Готовчица. В 1961 году Константин был выдвинут кандидатом в депутаты Приморского краевого совета.
Указом Президиума Верховного Совета СССР от 9 марта 1966 года за особые заслуги в развитии народного хозяйства, науки и культуры Приморского края Готовчицу Константину Адамовичу присвоено звание Героя Социалистического Труда с вручением ордена Ленина и золотой медали «Серп и Молот».
К. А. Готовчиц проработал в тресте «Дальметаллургстрой» более 40 лет. В 1982 г.за большой личный вклад в развитие экономики района и активную общественную работу ему было присвоено звание «Почетный гражданин Дальнегорского района».
Жил в городе Дальнегорске. Скончался 8 октября 2002 года.
Награждён орденами Ленина, Трудового Красного Знамени, медалями.